# دار يوسف نصري جاسر للفنون والبحوث
دار يوسف نصري جاسر للفنون والبحوث هي مساحة متعددة الأوجه يديرها فنانون للتبادلات والأبحاث الفنية والتعليمية والثقافية والزراعية وتقع في بيت لحم. أسسها في عام 2014 إميلي جاسر مع آن ماري جاسر ويوسف نصري جاسر مؤسسين مشاركين. تقع المساحة في منزل العائلة الذي يعود تاريخه إلى القرن التاسع عشر في بيت لحم. بُني أصلاً في أواخر ثمانينيات القرن التاسع عشر على يد المختار يوسف جاسر. إميلي جاسر هي مديرة وألين خوري مديرة برامج.

## الموقع
تقع الدار في المنطقة أ من الضفة الغربية المحتلة، على أطراف بيت لحم، عند مدخل طريق الخليل، وهو نقطة عبور رئيسة بين الخليل والقدس. يقع الجدار الفاصل وموقع مسجد بلال الذي يحيط به في مكان قريب، على مسافة حوالي 600 قدم.

## الأنشطة
تُعد الدار مركزًا مهمًا للفنانين الكتاب والموسيقيين والباحثين الذين يزورون الضفة الغربية. منذ تأسيسها استضافت عددًا من الفنانين العالميين، بما في ذلك الفنانة الكوبية الأمريكية، كوكو فوسكو، والروائية البريطانية الفلسطينية إيزابيلا حماد، ومايكل راكويتز [الإنجليزية]، والملحن الأمريكي التشيلي، نيكولاس جار [الإنجليزية]، وكذلك تريفور باجلين [الإنجليزية] وسام ديورانت، في برنامج الإقامة، الذي بدأ في 2018.

## غارة
خلال الاشتباكات الإسرائيلية الفلسطينية عام 2021 بين إسرائيل وفلسطين، أحرق الحقل المجاور للدار، وبعد بضعة أيام، وفقًا لأصحابه، داهمت القوات الإسرائيلية الدار نفسها. وقد تسبب الاقتحام في أضرار جسيمة، فوفقاً للمالكين، صودرت الهواتف وأجهزة الكمبيوتر والأقراص الصلبة والكاميرات والكتب. لم يُؤكد التقرير بشكل مستقل حتى الآن.

## جمع التبرعات
بعد الغارة، تمكنت حملة لجمع التبرعات عبر الإنترنت لتمويل إعادة الإعمار واستبدال البنية التحتية المتضررة أو المفقودة من جمع 25000 دولار في غضون يومين. بحلول حزيران (يونيو) وصل هذا الرقم إلى 30 ألف دولار. كان الهدف هو جمع 50000 دولار، لاستعادة المزرعة الحضرية إلى الممتلكات وتأمين مستقبل أنشطة الدار.

### المعلومات الكاملة للمراجع
- Bishara، Hakim (19 مايو 2021a). "Artist Emily Jacir's Bethlehem Arts Center Ransacked By Israeli Army". Hyperallergic com. مؤرشف من الأصل في 2023-04-21. اطلع عليه بتاريخ 2023-05-07.
- Bishara، Hakim (14 يونيو 2021b). "Supporters Raise Over $30K for Bethlehem Arts Center Raided by Israeli Soldiers". Hyperallergic com. مؤرشف من الأصل في 2023-03-26. اطلع عليه بتاريخ 2023-05-07.
- Ditmars، Hadani (19 مايو 2021). "Artist-run Dar Jacir Center in Bethlehem damaged". The Art Newspaper. مؤرشف من الأصل في 2021-07-26. اطلع عليه بتاريخ 2023-05-07.
- Forensic Architecture (20 أغسطس 2021). "Our art deals with real injustices, some in Palestine: no wonder we faced opposition". الغارديان. مؤرشف من الأصل في 2023-03-23. اطلع عليه بتاريخ 2023-05-07.
- Greenberger، Alex (18 مايو 2021). "Israeli Forces Reportedly Damage Artist Emily Jacir's West Bank Art Center". ARTnews. مؤرشف من الأصل في 2022-11-27. اطلع عليه بتاريخ 2023-05-07.
- "Isabella Hammad". Dar Jacir homepage. 2021. مؤرشف من الأصل في 2023-02-01. اطلع عليه بتاريخ 2023-05-07.
- Neuendorf، Henri (23 مايو 2017). "Palestinian Artist Emily Jacir Plans to Transform Her Family Home Into a West Bank Art Center". أرتنيت. مؤرشف من الأصل في 2018-04-17. اطلع عليه بتاريخ 2023-05-07.
- "West Bank Arts Center Dar Jacir Ransacked". Artforum. 18 مايو 2021. مؤرشف من الأصل في 2022-12-05. اطلع عليه بتاريخ 2023-05-07.